# Pétaso

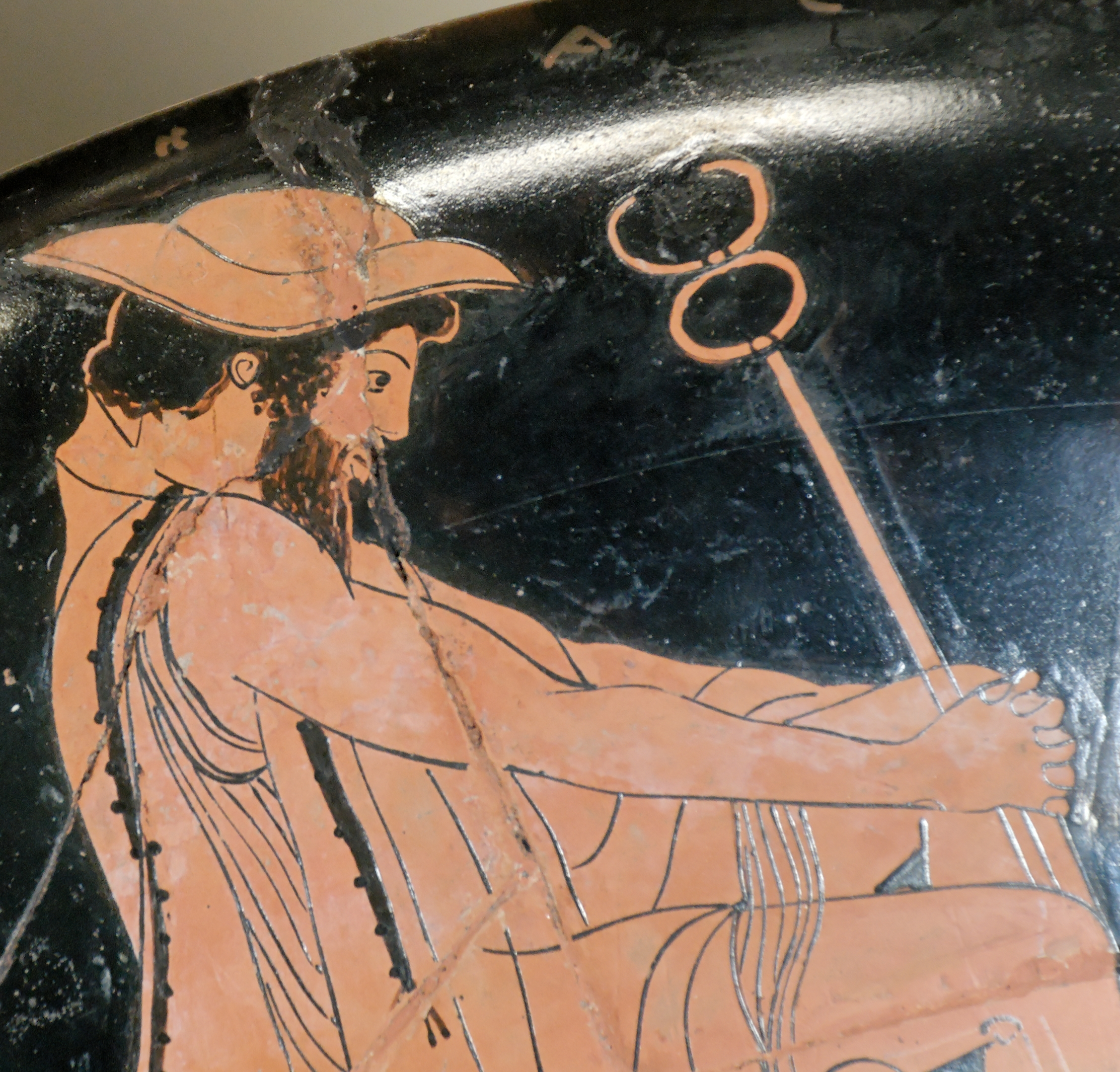
Hermes utilizando seu pétaso e seu caduceu

Pétaso (do grego: πέτασος petasos) era um tipo de chapéu de origem tessaloniana usado pelos antigos gregos, trácios e etruscos, de abas largas e copa pouco elevada, feito normalmente de feltro de lã, couro ou palha. Era usado principalmente por fazendeiros e viajantes da Antiguidade, e era considerado como uma vestimenta tipicamente rural. O píleo era a versão sem abas do pétaso.
Representações do deus clássico Mercúrio costumam ser identificadas pela presença de um pétaso, normalmente com pequenas asas.